# Мекнес
Мекнес (арап. مكناس, фр. Meknès) је град у северном Мароку у подножју планина Атлас. Град има 536.232 становника (попис 2004). 
Под Алавидским султаном Мулај Исмаилом (1672–1727) Мекнес је имао функцију престонице. Тада су у Мекнесу интензивно грађени репрезентативни објекти. После смрти Мулај Исмаила, престоница је премештена у Фес. Мекнес, Фес, Маракеш и Рабат заједно чине краљевске градове Марока.
Стари град Мекнес је 1996. укључен на УНЕСКО листу Светске баштине. 
- Минарет медресе Бу Инаниа
- Мозаик на градској капији